# Modern Girls
Modern Girls (conocida en español como Departamento de solteras) es una película de comedia de 1986 dirigida por Jerry Kramer.

## Sinopsis
Margo, Kelly y Cece, compañeras de apartamento, viven en Los Ángeles y tienen especial esmero en disfrutar la vida nocturna de dicha ciudad.
 
Es viernes por la noche y las chicas se preparan para su ronda, sin embargo, Margo y Cece pronto descubren que Kelly ha tomado el auto para ir al encuentro de un DJ del que está enamorada plantando a su vez a su cita Clifford (Rohner), uno de los tantos clientes que se han enamorado de ella donde ésta trabaja. Cece y Margo aprovechan que Clifford llega en automóvil a recoger a Kelly para que las lleve, con la excusa de que encontrarán a Kelly. 
A partir de allí se desarrollará un viaje a través de diversas discotecas y pubs con la factura de diversas aventuras, imprevistos y condimentos de la vida nocturna.

El final de la cinta concuerda con el comienzo del día siguiente.

## Reparto
| Actor              | Personaje              |
| ------------------ | ---------------------- |
| Cynthia Gibb       | Cece                   |
| Virginia Madsen    | Kelly                  |
| Daphne Zuniga      | Margo                  |
| Clayton Rohner     | Clifford / Bruno X     |
| Chris Nash         | Ray                    |
| Martin Ferrero     | Director del videoclip |
| Stephen Shellen    | Brad                   |
| Rick Overton       | Marsats                |
| Troy Evans         | Dueño del club         |
| John Dye           | Mark                   |
| Stuart Charno      | Nerd                   |
| Cameron Thor       | DJ # 1                 |
| Ron Campbell       | DJ # 2                 |
| Pamela Springsteen | Tanya                  |

## Banda sonora original
También se llama Modern Girls a la banda sonora de la película lanzada por Warner Bros. en 1986:

### Lista de temas
| Pista | Título                                      | Intérprete               |
| ----- | ------------------------------------------- | ------------------------ |
| 1     | "But Not Tonight" (Robert Margouleff Remix) | Depeche Mode             |
| 2     | "How Many Lovers"                           | Anthony and the Camp     |
| 3     | "Weak In The Presence of Beauty"            | Floy Joy                 |
| 4     | "The Girl Pulled A Dog"                     | Female Body Inspectors   |
| 5     | "Girls Night Out"                           | Toni Basil               |
| 6     | "Concentration Breakdown"                   | George Black             |
| 7     | "Jealousy"                                  | Club Nouveau             |
| 8     | "No Promises"                               | Icehouse                 |
| 9     | "One Way Love"                              | TKA                      |
| 10    | "Some Candy Talking"                        | The Jesus and Mary Chain |

### Música adicional
No aparecen en el soundtrack, pero igualmente son usadas en el filme:
| Pista | Título                         | Intérprete                   |
| ----- | ------------------------------ | ---------------------------- |
| 1     | "Bond of Addiction"            | Scott Rogness                |
| 2     | "Safare"                       | Scott Rogness                |
| 3     | "Game I Can't Win"             | Dennis Quaid                 |
| 4     | "Something Inside Me Has Died" | Kommunity FK                 |
| 5     | "Passion"                      | Lions & Ghosts               |
| 6     | "Love Changes"                 | Jackie Warren                |
| 7     | "Eyes of Fire"                 | Chris Nash                   |
| 8     | "Everywhere I Go"              | The Call                     |
| 9     | "Roof's On Fire"               | The Band of Blacky Ranchette |
| 10    | "Iko Iko"                      | The Belle Stars              |
| 11    | "Angels In The Night"          | France Joli                  |
| 12    | "Dont Think Twice"             | France Joli                  |
| 13    | "Dancin"                       | Chris Isaak                  |

## Lanzamiento en DVD
El 2 de abril de 2012, Modern Girls fue llevada a DVD como parte de la serie "MGM Limited Collection Edition".